# 小片莉莎
小片莉莎（1998年11月5日—），東京都出身，隸屬於演藝經紀公司UP-FRONT AGENCY旗下，2011年初成為Nice Girl プロジェクト!研修生(Nice Girl Trainee)，2014年11月成為Hello! Pro研修生(第22期)，2015年4月29日被選為新團體山茶花工廠的六位初始成員之一，2017年2月22日推出3A單曲「初戀日出 / Just Try! / 美麗的山茶花」正式出道。
以山茶花工廠成員身分活動五年多之後，在2020年底因為違反公司規定而退出，成為第一個離團的成員。

## 個人簡歷
2011年
- 4月，成為Nice Girl プロジェクト!研修生(Nice Girl Trainee)。

2014年
- 11月29日，成為Hello! Pro研修生。

2015年
- 4月29日，被選為新團體山茶花工廠的六位初始成員之一。
- 8月8日，被選為副隊長。

2017年
- 2月22日，以山茶花工廠成員的身分推出3A單曲「初戀日出 / Just Try! / 美麗的山茶花」正式出道。

2019年
- 11月5日，推出第一本個人寫真集。

2020年
- 10月8日，以私自開設的IG帳號發表了一些批評其他成員的言論被爆出來而被經紀公司暫停了團體活動。
- 12月28日，被經紀公司宣布退出山茶花工廠。

2021年
- 6月1日，以個人歌手身分重新展開活動。

## 外部連結
- つばきファクトリーHello!Project （页面存档备份，存于）
- 小片莉莎的Instagram帳戶
- 官網個人檔案 （页面存档备份，存于）